# American Burger
American Burger är en svensk komedi- och skräckfilm från 2014 i regi av Bonita Drake och Johan Bromander. I rollerna ses bland andra Fredrik Hiller, Liam Macdonald och Ben Thornton.

## Handling
En grupp amerikanska studenter befinner sig på en kulturresa i Europa när de anträffar en hamburgerrestaurang mitt ute i skogen. Restaurangen säljer endast amerikanska hamburgare och väcker gruppens nyfikenhet. Studenterna besöker hamburgertillverkningen bakom restaurangen och blir där tillfångatagna.

## Rollista
- Fredrik Hiller – dement slaktare
- Liam Macdonald – fet nörd
- Ben Thornton – nörd
- Benjamin Brook – mager nörd
- Madeleine Borg – hejarklacksledare
- Aggy Ness Kukawka – hejarklacksledare
- Gabriel Freilich – amerikansk fotbollsspelare
- Lena Bengtson	– lärare
- Hanna Nygren – hejarklacksledare
- Hjalmar Strid	– sportkille
- Charlie Petersson – kameranörd

## Om filmen
American Burger producerades av Anna G. Magnúsdóttir och Anders Granström för bolaget Littlebig Productions AB. Filmen hade en budget på 11 000 000 svenska kronor. Den spelades in 21 maj–16 juni 2012 på Frösön, i Marieby, på Andersön och i Östersund. Bonita Drake och Johan Bromander regisserade och skrev manus. Filmen fotades av Ævar Páll Sigurðsson. Musiken komponerades av Olle Hellström, Fredrik Söderström, Marcus Frenell och Christian Engquist. Filmen hade premiär i Sverige den 17 oktober 2014. Den distribueras av Movieboosters AB.
En uppföljare American Burger 2 är planerad. Filmen är tänkt att börja spelas in under 2014 och ha premiär 2016. Handlingen i uppföljaren kretsar kring de få överlevande från första filmen.

## Mottagande
Moviezine gav filmen betyget 2/5. Recensenten Alexander Dunerfors menade att filmen varken är "tillräckligt blodig eller underhållande." Han menade dock att filmen innehåller ljuspunkter och skrev "American Burger är som bäst är när den är som mest campy".